# Кипрей розовый
Кипре́й ро́зовый (лат. Epilóbium róseum) — многолетнее травянистое растение, вид рода Кипрей (Epilobium) семейства Кипрейные (Onagraceae).
Относится к группе кипреев с головчато-булавовидным рыльцем. Отличительными признаками являются густо покрытая серповидно изогнутыми волосками чашечка цветка, листья на довольно длинных черешках, наиболее широкие в районе середины пластинки, завязи (и, впоследствии, коробочки), густо покрытые простыми волосками с примесью железистых.

## Ботаническое описание
Многолетнее травянистое растение с обычно сильно разветвлённым от основания прямостоячим стеблем 20—70 см высотой, с двумя — четырьмя неясными в той или иной степени опушёнными продольными линиями. Осенью в основании стебля образуется небольшая розетка зелёных листьев. Плагиотропных (стелющихся) побегов и столонов нет. В верхней части стебель покрыт серповидным и железистым опушением. Листья супротивные, 3—10 см длиной и 1—3 см шириной, на черешках 6—15 мм длиной, с короткозаострённым или тупым концом и клиновидным основанием, равномерно сужающиеся к концам, нижние и средние — узкояйцевидные, верхние — более узкие. Край листовой пластинки неправильно пильчато-зубчатый. Сверху пластинка голая, снизу по жилкам имеется некоторое опушение.

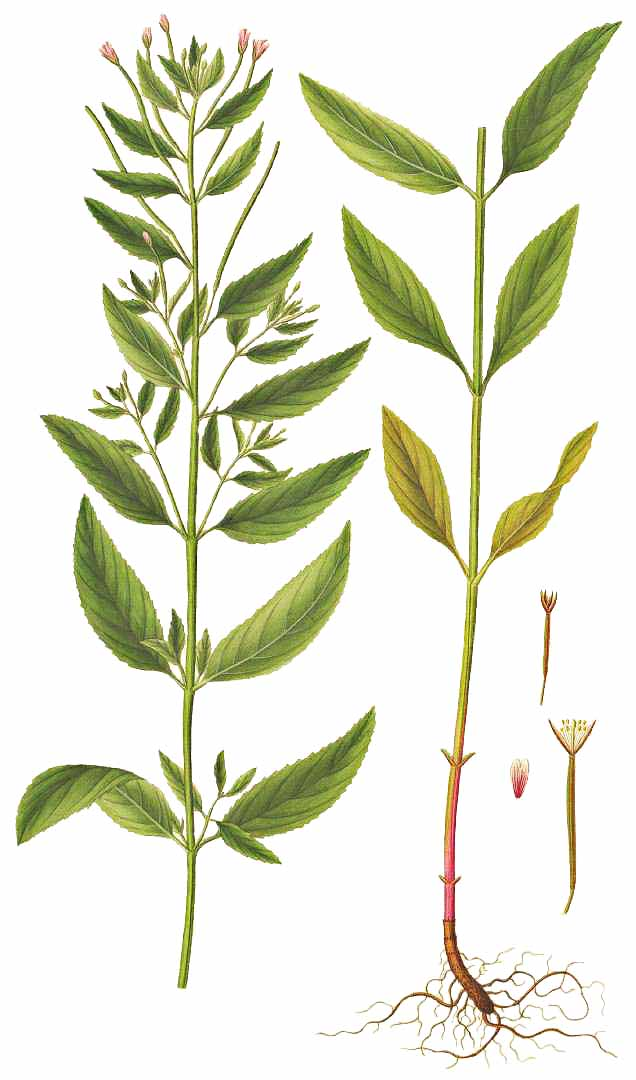
Ботаническая иллюстрация из книги «Flora Danica»

Цветки мелкие, 5—6 мм длиной, в пазухах верхних листьев, поникшие, затем поднимающиеся. Бутоны округло-заострённые, с прижатым опушением, белые. Чашечка равномерно опушённая многочисленными серповидными волосками, чашелистики 3 мм длиной, ланцетной формы. Венчик с четырьмя лепестками 5—7 мм длиной, беловатого или бледно-розового цвета. Рыльце пестика булавовидное, неясно четырёхраздельное.
Плод — стручковидная коробочка 5—7 см длиной, густо покрытая простыми прижатыми и железистыми оттопыренными волосками. Семена 1—1,1 мм длиной, обратнояйцевидной формы, на выпуклой стороне с мелкими бугорками, халазальный воротничок не развит.

## Распространение и экология
Преимущественно европейско-средиземноморский вид, также распространённый в Казахстане (Джунгарский Алатау). В России — почти по всей европейской части, на Кавказе, на Алтае, а также в Хакасии.

## Классификация

### Таксономическое положение
- Epilobium roseum (Schreb.) Schreb., 1771, Spic. Fl. Lips. : 147

Вид Кипрей розовый входит в род Кипрей (Epilobium) семейства Кипрейные (Onagraceae) порядка Миртоцветные (Myrtales) последовательно входящий в клады Мальвиды → Розиды → Суперрозиды → Эвдикоты → Цветковые растения. Таксономическая схема в соответствии с Системой APG IV по состоянию на декабрь 2023 года:
|  |                          |  |                                   |                                   |                     |  | еще 8 семейств | еще 8 семейств |                    |  |                         |  | еще 261 подтвержденный вид и 147 таксонов в статусе "неподтвержденных" | еще 261 подтвержденный вид и 147 таксонов в статусе "неподтвержденных" |  |
|  |                          |  |                                   |                                   |                     |  | еще 8 семейств | еще 8 семейств |                    |  |                         |  | еще 261 подтвержденный вид и 147 таксонов в статусе "неподтвержденных" | еще 261 подтвержденный вид и 147 таксонов в статусе "неподтвержденных" |  |
|  |                          |  |                                   | порядок Миртоцветные              |                     |  |                |                | род Кипрей         |  |                         |  |                                                                        |                                                                        |  |
|  |                          |  |                                   | порядок Миртоцветные              |                     |  |                |                | род Кипрей         |  | 2 внутривидовых таксона |  |                                                                        |                                                                        |  |
|  | клада Цветковые растения |  |                                   |                                   | семейство Кипрейные |  |                |                | вид Кипрей розовый |  |                         |  |                                                                        |                                                                        |  |
|  | клада Цветковые растения |  |                                   |                                   |                     |  |                |                |                    |  |                         |  |                                                                        |                                                                        |  |
|  |                          |  | ещё 63 порядка цветковых растений | ещё 63 порядка цветковых растений |                     |  |                | еще 21 род     | еще 21 род         |  |                         |  |                                                                        |                                                                        |  |
|  |                          |  |                                   | ещё 63 порядка цветковых растений |                     |  |                |                | еще 21 род         |  |                         |  |                                                                        |                                                                        |  |

### Внутривидовые таксоны
- Epilobium roseum subsp. consimile (Hausskn.) P.H.Raven (бразует белые подземные столоны с чешуевидными листьями)
- Epilobium roseum subsp. subsessile (Boiss.) P.H.Raven

### Синонимы
- Chamaenerion roseum Schreb.
- Epilobium nudum Schum.
- Epilobium pilosum Kit. ex Hausskn.
- Epilobium roseum subsp. roseum
- Epilobium roseum var. albiflorum H.Lév.
- Epilobium uliginosum Fries ex Hausskn.